# Засыпкин, Александр Сергеевич (учёный)
Александр Сергеевич Засыпкин (24 апреля 1937, Краснодар — 23 февраля 2025) — советский учёный, доктор технических наук (1985), профессор (1986), действительный член Академии электротехнических наук (1993), член Международной энергетической академии (1995).
Автор более 200 научных трудов, включая 3 монографии и 7 учебных пособий; имеет более 50 изобретений, на которые получены авторские свидетельства СССР, свидетельства и патенты РФ и патентные грамоты во Франции, Италии, США.

## Биография
Родился 24 апреля 1937 года в Краснодаре.
Окончив в 1954 году в Краснодаре школу с золотой медалью, в этом же году поступил в Новочеркасский политехнический институт. C 1959 года, окончив также с отличием вуз, жил в Новочеркасске и работал в родном вузе на энергетическом факультете. Прошёл в институте ступени: ассистент, аспирант, старший преподаватель, доцент, заместитель декана, декан, профессор, заведующий кафедрой «Автоматизированные электроэнергетические системы» (с 1986 года). Подготовил 12 кандидатов технических наук.
Защитил кандидатскую диссертацию на тему «Разработка и исследование защиты силовой цепи электровозов переменного тока от коротких замыканий» в 1964 году и докторскую диссертацию на тему «Повышение технического совершенства релейной защиты мощных трансформаторов энергосистем» в 1985 году.
А. С. Засыпкин был членом диссертационных советов Новочеркасского политехнического и Московского энергетического институтов. Научный руководитель Всесоюзного, затем Всероссийского семинара в Новочеркасске по тематике «Диагностика электрооборудования». Будучи членом КПСС, в 1988—1989 годах являлся членом Ростовского обкома КПСС.
Умер 23 февраля 2025 года в возрасте 87 лет.

## Заслуги
- Награждён орденом «Знак Почёта» (1986) и медалями.
- За заслуги в области высшего образования СССР награждён нагрудным знаком «За отличные успехи в работе».
- За заслуги в развитии топливно-энергетического комплекса присвоено в 1997 почётное звание «Почётный энергетик».
- Заслуженный деятель науки Российской Федерации (1997).
- Заслуженный профессор ЮРГТУ (2007), медаль «За заслуги перед университетом» (2009).
- Почётный работник высшего профессионального образования Российской Федерации (2008).
- Лауреат премии имени Н. Н. Зинина (2012).